# Moshaneng
Moshaneng is een dorp in het district Southern in Botswana. De plaats telt 1512 inwoners (2011).